# گادالادنیا
گادالادنیا (به لاتین: Gadaladeniya) یک منطقهٔ مسکونی در سری‌لانکا است که در استان مرکزی (سری‌لانکا) واقع شده‌است.